# Troja
Troja, Ilion (gr. Τροία oraz Ἴλιον lub Ἴλιος Ilios, łac. Ilium) – starożytne miasto położone w Troadzie u zachodnich wybrzeży Azji Mniejszej nad rzeką Skamander. Współcześnie stanowisko archeologiczne w Turcji, na wzgórzu Hisarlık w pobliżu wsi Tevfikiye, w prowincji Çanakkale.

## W warstwie mitologicznej
Powstałe na trawiastej równinie Troady, u podnóża góry Ida i w pobliżu rzeki Skamander, miasto starożytne założone zostało przez Ilosa, syna Trosa. Sami bogowie – Apollo i Posejdon, mieli pomagać we wznoszeniu jego potężnych murów obronnych za panowania syna Ilosa – Laomedonta, którego następcą był Priam.
Klasyczny mit trojański znalazł późniejsze odbicie i swoistą kontynuację w mitologii brytańskich Celtów, w której prawnuk ocalałego z Troi Eneasza – Brutus, uznany jest za protoplastę Brytów i pierwszego ich władcę. Według podań miał on przypadkowo zabić swego ojca i jako banita, po tułaczce, wraz ze swymi trojańskimi towarzyszami dotrzeć z Grecji do Albionu, gdzie pokonał wojska olbrzymów i nad Tamizą założył „drugą Troję” (Troia Nova, Trinovantum). Również Apollo, opiekuńcze bóstwo Trojan, występuje w mitologii Brytów jako Mabon (Maponus), a odległym następcą wieszczki Kasandry jest wróżbita brytańskich potomków Trojan – Taliesin. W legendarnej tradycji walijskiej Brutus to Prydain, Tamiza – Temus, a „nowe miasto Troja” – Caerdroi Newydd (przekształcone na Troinovant/Trinovantum, a następnie zamienione na Caerludd i ostatecznie przekręcone na Lun-dun). Poglądy o takim pochodzeniu miasta i Anglików jeszcze w XVI wieku podtrzymywał elżbietański poeta panegiryczny Edmund Spenser w swym eposie Królowa wieszczek (III, 9).
Poza Londynem, na obszarze kontynentalnym nazwę Troi łączono przede wszystkim z prastarym nadreńskim Xanten, w średniowieczu zwanym Troia Minor albo Troia Francorum, którego założenie przypisywano Hektorowi (= Hagenowi) z Troi, na gruncie błędnego wywodzenia z rzymskiej nazwy osadniczej Colonia Ulpia Traiana. W tym okresie odnoszono ją także do francuskiego Troyes, wskutek mylnego wywiedzenia od starofrancuskiego treis (współcześnie trois = 3), a nawet względem Paryża i Bonn, uważanych fundacyjnie za kolonie trojańskich uchodźców.

## W literackiej tradycjiantyku

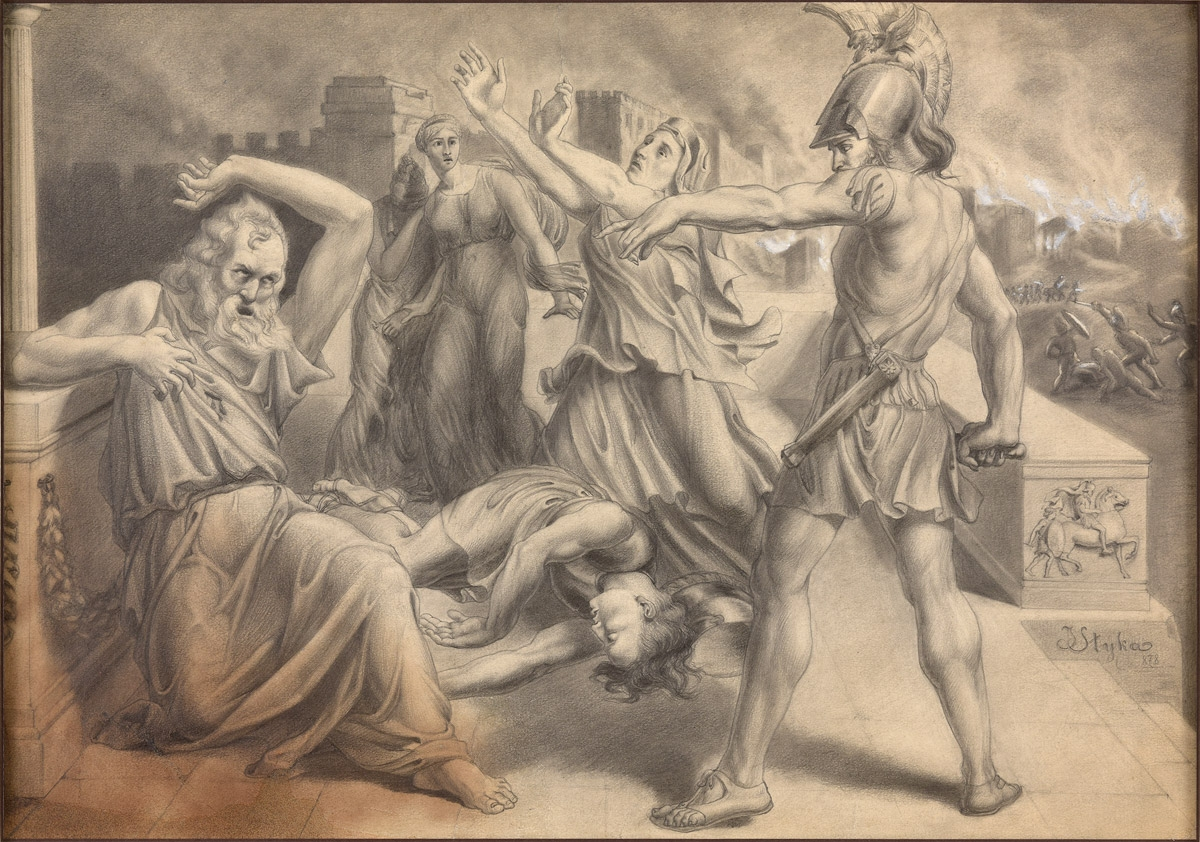
Upadek Troi (rys. Jan Styka, 1878)

Miasto znane jest przede wszystkim z wojny opisanej w starogreckim poemacie epickim Iliada przypisywanym Homerowi. Najprawdopodobniej powstał on w VIII lub IX wieku p.n.e. (choć z zawartością starszego materiału). Odniesienia do Troi można znaleźć także w innym eposie Homera – Odysei. Homerycką legendę o Troi wykorzystał z kolei rzymski poeta Wergiliusz w poemacie epickim Eneida.
Według legendy miasto zostało zdobyte za pomocą podstępu z koniem trojańskim (łac. equus Trojanus), który w kulturze europejskiej stał się pojęciem przysłowiowym. Pamięć o zagładzie Homerowej Troi zachowała się w przysłowiowym powiedzeniu nec locus ubi Troia fuit! (nie ma śladu gdzie była Troja), oznaczającym kompletne zniszczenie, likwidację, anihilację. Podobne skojarzenia łączą się też z symbolicznymi wyrażeniami: iam seges est ubi Troia fuit (teraz jest niwa, gdzie niegdyś była Troja – z Heroid Owidiusza I, 53) czy campos ubi Troia fuit (pola, gdzie była Troja – z Eneidy III, 11). Zbliżoną wymowę ma powiedzenie fuimus Troes, fuit Ilium (byliśmy Trojanami, było Ilium – z Eneidy II, 325), oznaczające, że coś należy do bezpowrotnej przeszłości.

## W tradycji historycznej
Przekazana literacko pamięć o zdobyciu Troi rozsławiła ją i spopularyzowała pamięć o niej już w czasach antycznych. Perski władca Kserkses przed kolejną inwazją na Greków miał złożyć tam ku czci greckiej Ateny nadzwyczajną hekatombę z tysiąca wołów. Ofiary przy wzgórzu kryjącym rzekomy grobowiec Achillesa złożył także Aleksander Wielki, który podobno sypiał z rękopisem Iliady pod głową. Swój pamiątkowy posąg wystawił tam również „podróżujący cesarz” Hadrian, wcześniej zaś pogłoska mówiła o pomyśle Cezara, który Troję zamierzał uczynić stolicą rzymskiego imperium. Późniejsi terytorialni sukcesorzy cesarstwa (Frankowie, Burgundowie, Normanowie, a także Turcy czy Brytyjczycy albo Habsburgowie) usiłowali wywodzić swe pochodzenie od mitycznych Trojan.

## Odkrycia archeologiczne

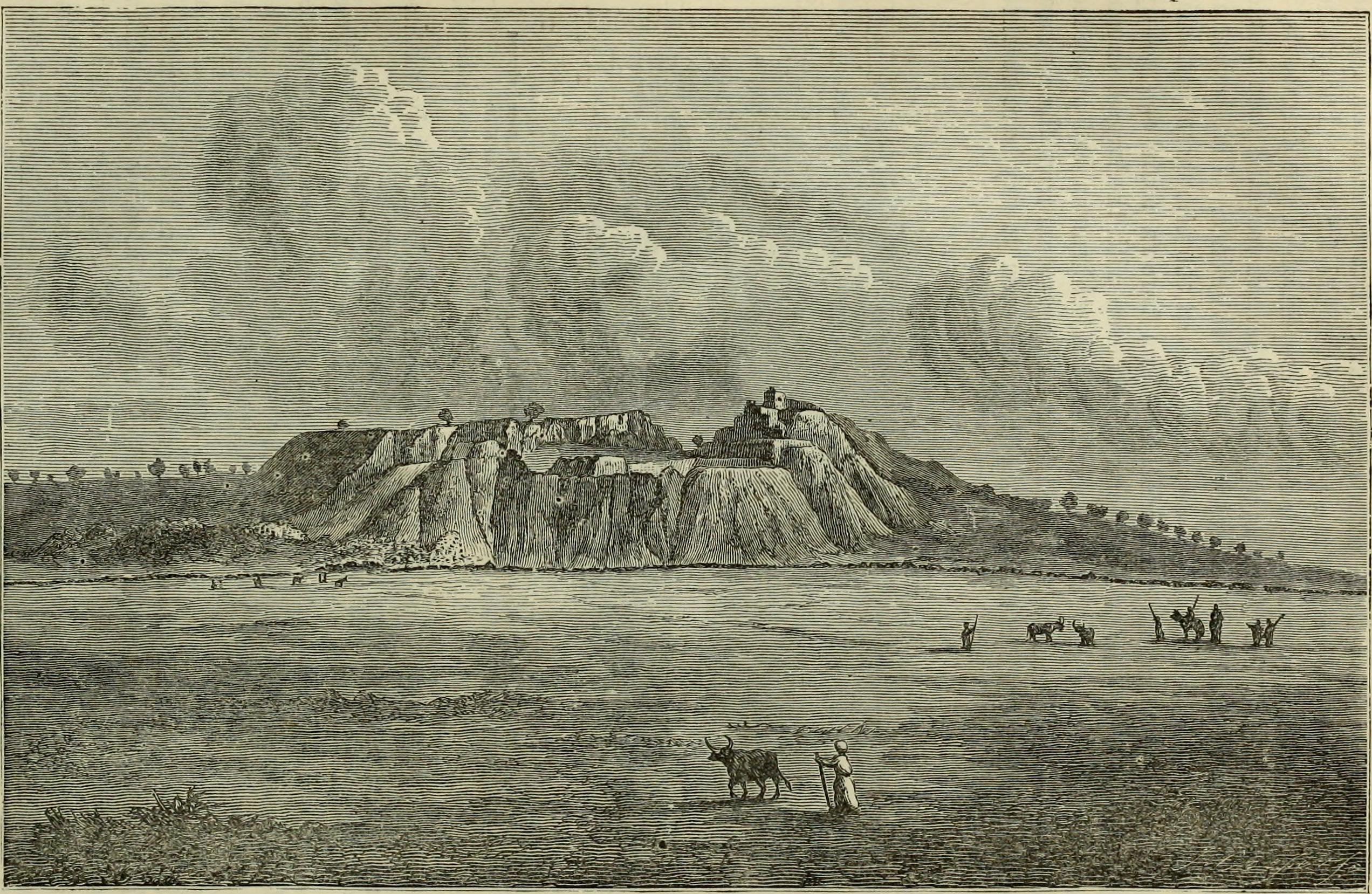
Wzgórze Hissarlık (1880)

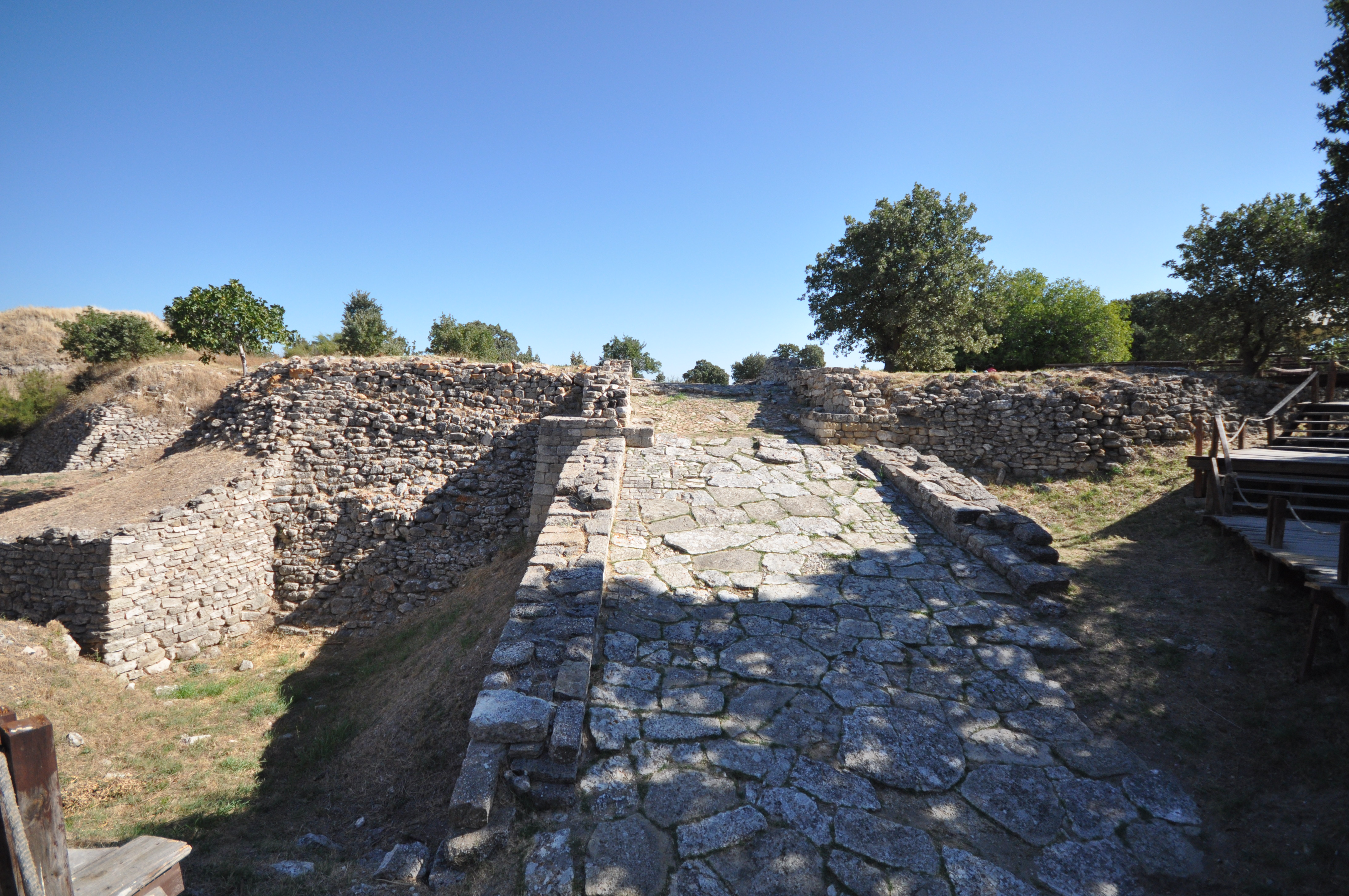
Obwarowania bramy głównej wraz z podejściem (Troja II)

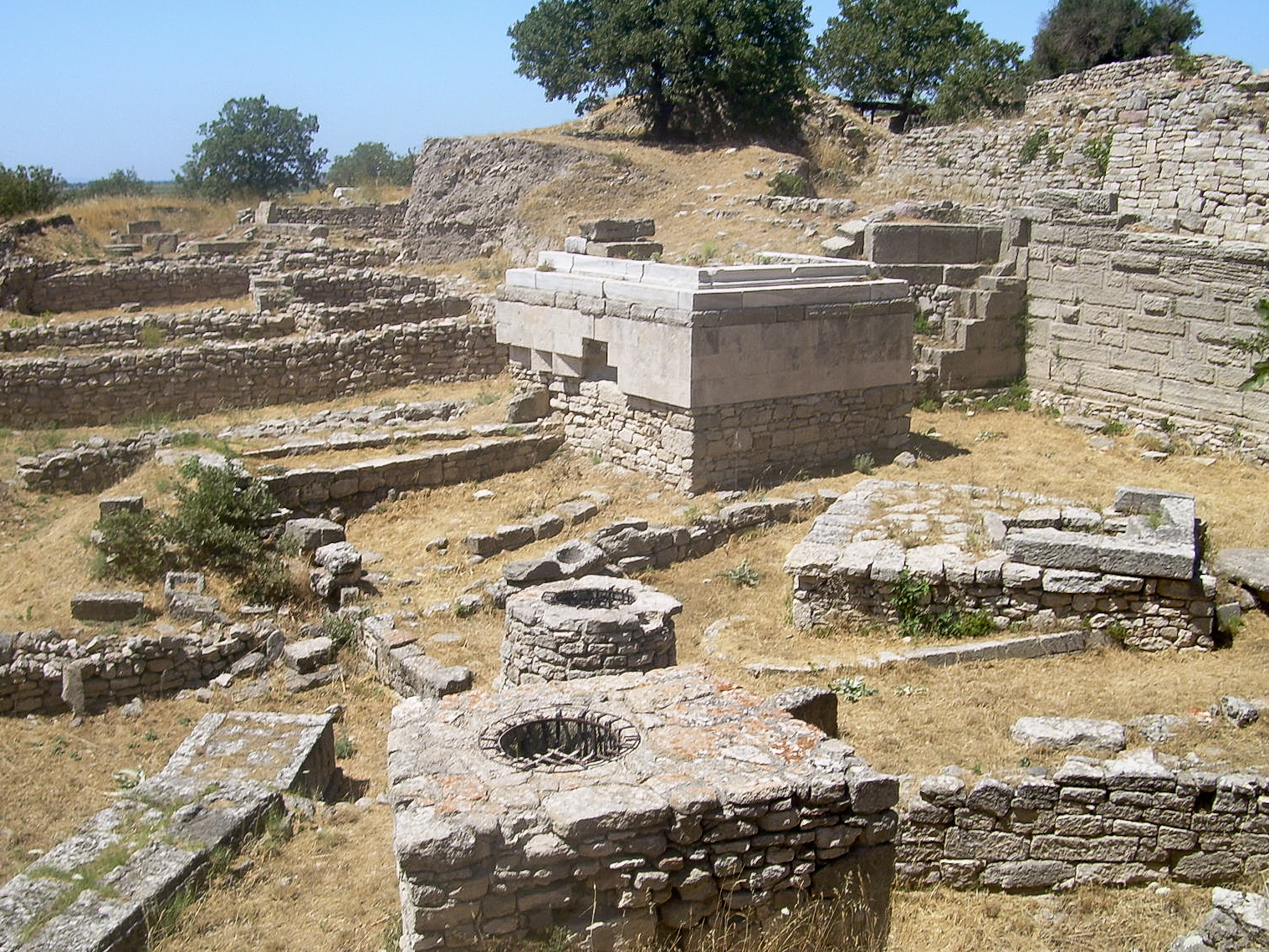
Fragment sanktuarium z 1 ćwierci VII wieku p.n.e.

Poszukiwania śladów materialnych od początku utrudniał fakt, że na samej równinie rzeki Skamander nie stwierdzono żadnych rozpoznawalnych pozostałości antycznego miasta, natomiast przez długi czas mylnie utożsamiano je z okazałymi ruinami Aleksandrii w Troadzie, początkowo uważanej za Homerową Troję. Co najmniej jednak w XVII wieku założenie to było krytykowane, ponieważ pozostałości widocznych budowli pochodziły bezsprzecznie z czasów rzymskich, a poza tym położone były zbyt blisko morza.       
Hipotezę, iż Troja była miastem usytuowanym na wzgórzu Hisarlık, wysunął jako pierwszy Frank Calvert, archeolog amator pełniący funkcje angielskiego konsula w Turcji, który wcześniej (1868) podjął próbne wykopaliska na należącej do niego części wzgórza. Kierując się jego sugestiami, szeroko zakrojone i planowane prace wykopaliskowe podjął w latach 1871–1890 niemiecki archeolog amator Heinrich Schliemann z asystującym mu od 1882 naukowcem Wilhelmem Dörpfeldem. W ciągu pierwszych trzech kampanii (po wstępnych sondażach w 1870) odkrył pozostałości 9 miast (warstw osadniczych) zakładanych w tym samym miejscu, błędnie uznając II warstwę, w której odnalazł tzw. skarb Priama, za Troję Homerową. Późniejsze badania z udziałem Carla Blegena w latach 1932–1938 przyniosły pierwsze poważne opracowania naukowe wyników trojańskich wykopalisk. W 1988 roku pracę na tym terenie rozpoczęła misja Manfreda Korfmanna z uniwersytetu w Tybindze. Dopiero wtedy rozpoczęto działania wykopaliskowe nie tylko na akropolu, lecz również w tzw. dolnym mieście znajdującym się u jego podnóża i zajmującym kilkakrotnie większą powierzchnię, odsłaniając m.in. wspomniane przez Homera bramy Skajską i Dardańską.

### Datowanie
Niektórzy uczeni (np. w okresie międzywojennym Emil Forrer) próbowali utożsamiać Troję z miastem zwanym przez Hetytów Wilusa. Jednakże w trakcie sukcesywnych badań ustalono, że najstarsza warstwa archeologiczna (Troja I) odnosi się do niewielkiej osady z wczesnej epoki brązu (3000–2500 p.n.e.), w której odsłonięto ślady pierwszych konstrukcji megaronów. Ten typ budowli szeroko jest reprezentowany w kolejnej warstwie (Troja II) z okresu 2500–2300 p.n.e. Dwie następne warstwy (Troja III i IV) ujawniają fazę zastoju. Ponowny znaczny rozwój cechuje warstwę Troja VI (1700–1250 p.n.e.), o koncepcyjnie zróżnicowanym i dojrzałym architektonicznie planie miasta, zniszczonego jednak trzęsieniem ziemi, zanim jeszcze w następnej, uboższej fazie dotknął je najazd Achajów. Wiadomo, iż ostatnie w ciągu historycznym miasto (Troja IX) zostało założone przez Rzymian jako Novum Ilium w I stuleciu n.e. i wzbogacone o szereg okazałych budowli (buleuterion, teatr), przetrwało do IV wieku.
Zgodnie z obecnym stanem wiedzy, miasto opisane przez Homera odpowiada warstwie VIIa datowanej na okres 1250–1200 p.n.e. Jego zburzenie w połowie XIII wieku p.n.e. lub na początku XII wieku p.n.e. przypisuje się przedstawicielom cywilizacji mykeńskiej, która w niedługim czasie sama uległa zagładzie; w dzisiejszej nauce nie ma jednak zgodności co do tego, czy zniszczeniu uległa wcześniej Troja VIIa, czy pałace mykeńskie.
Okres wojny trojańskiej próbowano datować dokładniej już od czasów antycznych: dla Herodota był to odpowiednik dzisiejszego roku 1250 p.n.e., w czasach hellenistycznych historyk Duris z Samos wyznaczył go (w przeliczeniu na obecne datowanie) w roku 1334 p.n.e., a matematyk Eratostenes obliczył go (najbardziej prawdopodobnie) na 1184 p.n.e.
W najnowszej wersji datowanie najważniejszych warstw wykopaliskowych Troi przedstawia się następująco:

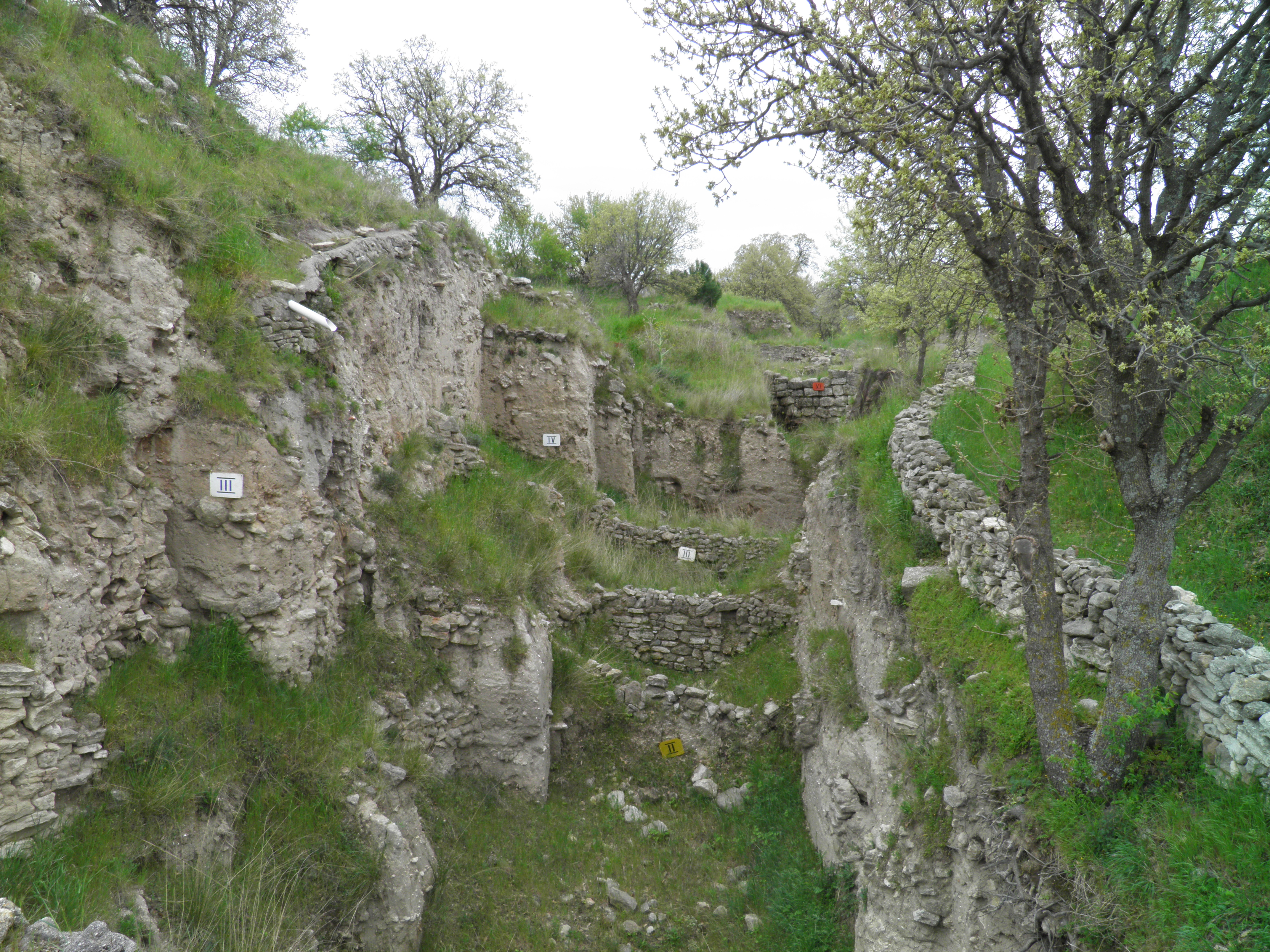
Sondażowy przekop wzgórza pozostały po wykopaliskach Schliemanna

| Aktualne datowanie głównych warstw Troi | Aktualne datowanie głównych warstw Troi |
| --------------------------------------- | --------------------------------------- |
| Troja I                                 | 3000–2500 p.n.e.                        |
| Troja II                                | 2500–2300 p.n.e.                        |
| Troja III–V                             | 2300–1700 p.n.e.                        |
| Troja VI                                | 1700–1250 p.n.e.                        |
| Troja VIIa                              | 1250–1180 p.n.e.                        |
| Troja VIIb                              | 1180–1000 p.n.e.                        |
| Troja VIII                              | 1000–85 p.n.e.                          |
| Troja IX                                | 85 p.n.e.–400 lub 600 n.e.              |

### Kontrowersje i wątpliwości
W rezultacie późniejszych wykopalisk Troja z warstw odkopanych przez Schliemanna okazała się niewielką osadą mieszczącą najwyżej kilkanaście rodów i mającą raczej charakter siedziby książęcej niż wielkiego skupiska miejskiego. Prace zespołu Korfmanna odkryły jednak poniżej obwarowanej twierdzy istnienie ciasno zabudowanego podgrodzia o wielokrotnie większej powierzchni, datowanego na okres Troja VI i VIIa, co wskazywało na obecność nie tylko ważnego politycznego, ale i znaczącego pod względem handlowym ośrodka regionu, położonego na szlaku między Europą i Azją (w tym kontekście potwierdzono też identyczność toponimu Wilusa z Ilionem).
Stwierdzenia te zostały podważone przez poważne zastrzeżenia krytyków (przede wszystkim historyka Franka Kolba) i niemieckiego filologa Joachima Latacza. Kwestionując sam fakt funkcjonowania Troi jako ważnego węzła handlowego, wskazują one na archeologicznie wykazany brak towarów importowanych, jak również nieobecność w pobliżu większego portu oraz twierdzenia o nadzwyczaj rozwiniętym podgrodziu, wprost uznawanym za fikcję. Działalności na tyle znaczącego ośrodka miejskiego ma również przeczyć fakt, iż Trojanie w ogóle nie używali pisma, bez którego nie potrafili się obejść inni prowadzący podobnie rozległe stosunki handlowe.

## Obiekt turystyczny

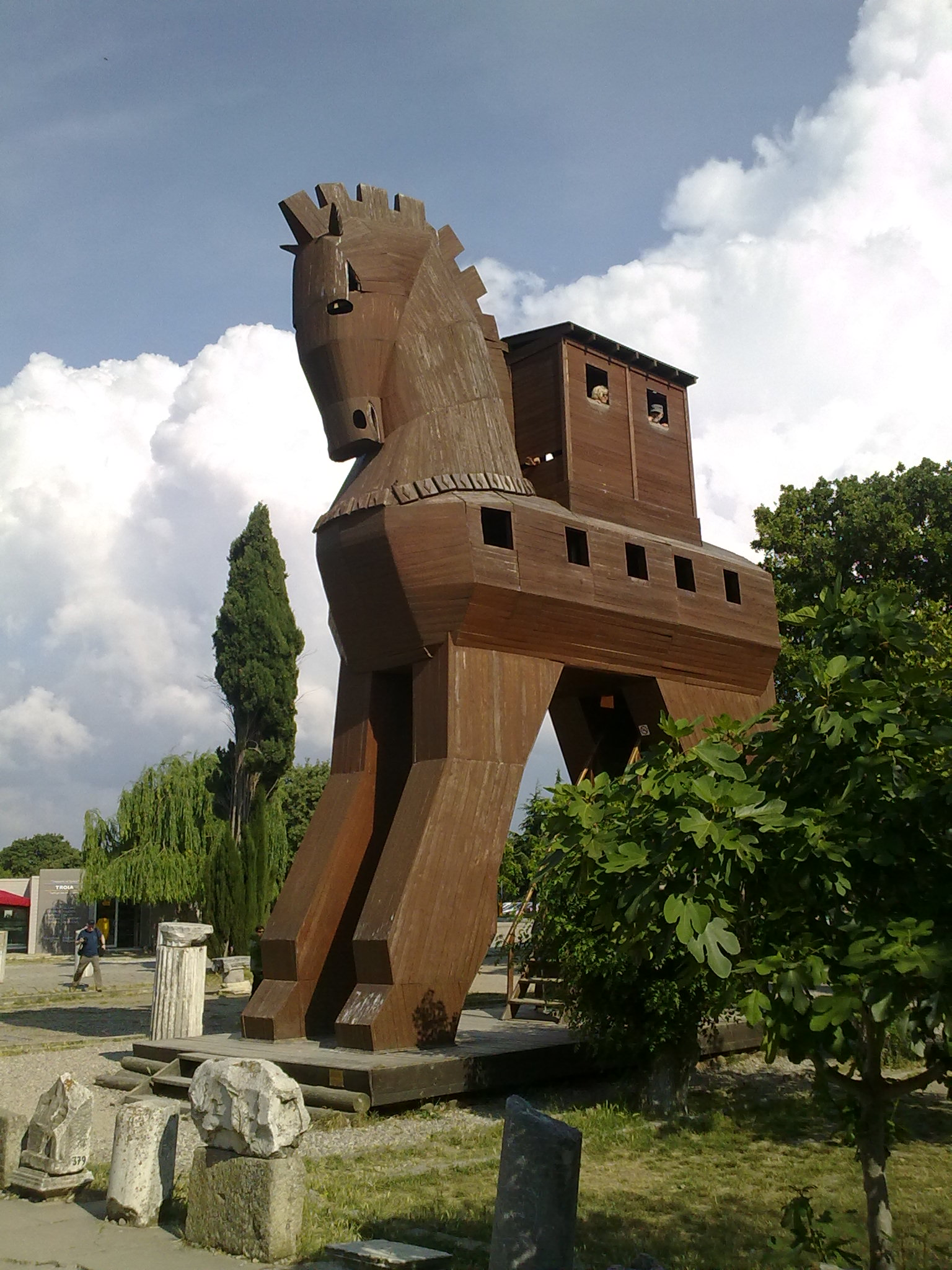
Replika mitycznego konia jako atrakcja turystyczna na stanowisku archeologicznym

Zwiedzanie pozostałości Troi (tur. Truva) możliwe jest od rana do późnych godzin popołudniowych (przy niewielkich różnicach czasu zależnych od pory roku), z punktem wyjścia od masywnej wieży muru Troi VI. Wykup biletów w kasie (gişe) odległej ok. 500 m od terenu ruin; w jej sąsiedztwie znajduje się olbrzymia drewniana makieta konia trojańskiego – obiektu kontrowersyjnego, uważanego bądź za turystyczną atrakcję, bądź za okaz komercyjnego kiczu. Dostępne jest jego wnętrze, skąd rozciąga się widok na ruiny miasta i okoliczną równinę. Corocznie w sierpniu tureccy uczniowie wypuszczają stamtąd białego gołębia symbolizującego posłańca pokoju.
W pobliżu jako swoiste centrum informacji (Kazi Evi) czynny jest tzw. „dom wykopalisk” – dawne mieszkalne pomieszczenie pracujących archeologów, a obecnie miejsce ekspozycji powiększanej o nowe znaleziska, prezentującej starożytną Troję wraz z makietami i innymi wizualizacjami.
Stanowisko (na którym miejscowo prowadzone są prace wykopaliskowe) jest dobrze oznakowane, funkcjonuje 12 punktów informacyjnych. Ważniejsze obiekty zwiedzania to zwaliska murów obronnych, ruiny dwóch sanktuariów, domów mieszkalnych, teatru. Resztki okazałej budowli w pobliżu bramy południowej (tzw. Dom z filarami) mogły być pałacem Priama.
W niedalekim Çanakkale, lecz także w Troi i okolicach obchodzony jest w sierpniu (10–18) doroczny Festiwal Troi, w ramach którego odbywają się występy taneczne, spektakle teatralne i ekspozycje sztuki, z udziałem krajowych i zagranicznych artystów. Dodatkowy obiekt zainteresowania turystów stanowi wystawiona w miejscowym porcie inna makieta (replika) konia trojańskiego, wykonana w 2004 dla potrzeb realizacji filmu Troja w reż. Wolfganga Petersena.

## W kulturze europejskiego średniowiecza
Zainteresowanie Troją i wojną trojańską w średniowieczu skutkowało w zachodniej Europie powstawaniem od XI wieku poświęconych temu tematowi utworów poetów łacińskich. Z połowy XII wieku pochodzi licząca 30 tysięcy wersów epopeja La destruction de Troie autorstwa francuskiego trubadura Benoit de Sainte-Maure. Około 1280 Konrad z Würzburga napisał większą od niej (choć nieukończoną) Der Trojanische Krieg, a Guido delle Colonne wydał powieść prozą Historia destructionis Troiae (1287). Ich kanwę fabularną czerpano głównie z dzieła Historia de excidio Troiae, fałszywego autorstwa niejakiego Daresa z Frygii, rzekomo współczesnego tym wydarzeniom historycznym.